# 千岛街道
千岛街道是中华人民共和国浙江省舟山市定海区下辖的一个街道办事处。

## 行政区划
千岛街道下辖以下村级行政区划单位：
星岛社区、桂花城社区、海宇社区、万阳社区、荷花社区、怡岛社区、泽普社区、绿岛社区、红茅山社区、富都社区、合兴社区、合兴村、高峰村、同胜村、城隍头村、荷花村。